# Kabou
Ne doit pas être confondu avec Affaire Fabienne Kabou.
Kabou est un village dans la région de la Kara au Togo.